# Kenneth Bartholomew
Kenneth „Ken“ Eldred Bartholomew (* 10. Februar 1920 in Leonard, North Dakota; † 9. Oktober 2012 in Minnesota) war ein US-amerikanischer Eisschnellläufer, der bei den Olympischen Winterspielen 1948 in St. Moritz die Silbermedaille im Rennen über 500 m gewann. Er war 14-facher US-amerikanischer Meister, wobei er diese Titel zwischen 1945 und 1960 gewann und dreifacher Nordamerikanischer Meister. Er startete für den Lawrence Wennell Powderhorn Skating Club. 1959 wurde er in die Minnesota Sports Hall of Fame aufgenommen; 1968 in die National Speedskating Hall of Fame.